# Carmelo Burgio
Carmelo Burgio (Anzio, 8 giugno 1957) è un generale italiano insignito di Croce d'oro al merito dell'Arma dei carabinieri.

## Biografia
Vive l'infanzia prima ad Anzio (Roma) e poi ad Alessandria della Rocca, in Sicilia. Dopo aver frequentato dal 1972 al 1976 la Nunziatella di Napoli, dal 1976 al 1978 ha frequentato l’Accademia Militare di Modena, e quindi la Scuola Ufficiali Carabinieri.
Il primo incarico è presso il 1º Reggimento carabinieri paracadutisti "Tuscania" a Livorno, dal 1980. Nel 1982 ha partecipato alla missione LIBANO2 a Beirut. È poi Comandante di Sezione del GIS e, quindi, Vicecomandante del Gruppo di Intervento Speciale (GIS). Ha prestato servizio dal 1985 al 1987 presso il Nucleo Carabinieri Presidenziale, impiegato nei servizi di scorta al Presidente della Repubblica Francesco Cossiga, e dal 1987 al 1993 ha comandato la compagnia e, successivamente, il Reparto operativo di Cagliari. Dopo aver frequentato il Corso Superiore di Stato Maggiore, ha servito fino al 1996 presso il Comando Generale dell'Arma ed è stato quindi Comandante per 4 anni del Battaglione CC Paracadutisti (impiegato nell'operazione Alba in Albania, e nella missione IFOR e SFOR in Bosnia).
Dal 2000 al 2002 è stato Comandante Provinciale Carabinieri a Trapani e dal giugno 2002 al dicembre 2003 del 1º Reggimento carabinieri paracadutisti "Tuscania". A fine 2003 è Comandante del Reggimento Multinational Specialized Unit in Iraq, subito dopo l'attentato di Nassiriya del 12 novembre 2003.
È stato dal dicembre 2004 Comandante Provinciale Carabinieri a Caserta fino al 2008. È stato anche Capo del I e poi del III Reparto alla Direzione Investigativa Antimafia, e ha guidato la I Brigata mobile. Nel 2010 Afghanistan ha comandato il Gruppo consultivo di addestramento combinato (Ctag-p) della polizia, in ambito Nato.
Promosso Generale di Divisione nel 2017, dal 23 luglio 2019 ha ricoperto l’incarico di Comandante delle Scuole dell’Arma dei Carabinieri, Comando di vertice dell’Organizzazione addestrativa dell’Arma dei Carabinieri. Dal 2018 scrive per il Notiziario Storico dell'Arma dei Carabinieri, pubblicato a cura dell'Ufficio Storico del Comando Generale.
Generale di Corpo d'Armata, dal 17 gennaio 2020 è alla guida del Comando interregionale carabinieri "Culqualber", con sede a Messina. Il 13 gennaio 2021 si insedia come nuovo Comandante Interregionale Carabinieri “Podgora” di Roma, incarico lasciato nel giugno 2022, al compimento del 65' anno di età.

## Opere
- I ragazzi del Tuscania, Itinera Progetti, 2021
- G.I.S. La vera storia del Gruppo Intervento Speciale, Itinera Progetti, 2020
- Da Aosta alla Sicilia. Storia della brigata Aosta. XVIII - XXI secolo, Aracne editrice, 2020
- Da Dragoni a Carabinieri, Carlo Delfino Editore, 2020
- Dalla Valtellina a Trieste. Storia della Brigata Valtellina, 2020 (Fuori commercio)
- Carabinieri in Afghanistan, Itinera Progetti, 2022
- NASSIRIYAH - Dall’attentato alla ricerca della verità, 2023, Vallecchi Firenze, ISBN 978-88-825-2203-2